# Жуков, Валерий Павлович
Валерий Павлович Жуков (род. 8 февраля 1988, Горький) — российский хоккеист, защитник, тренер.

## Биография
Отец Павел Жуков (род. 1962) был хоккеистом, провёл два сезона в высшей лиге и много лет играл за клубы низших лиг. Занимался хоккеем с пяти лет. Воспитанник детской команды «Космос» и хоккейной школы нижегородского «Торпедо». Взрослую карьеру начинал во втором составе «Торпедо» и в клубе «Саров». С сезона 2005/06 играл за основной состав «Торпедо» в высшей лиге (второй уровень российского хоккея). Победитель высшей лиги 2007 года. С сезона 2007/08 со своим клубом стал выступать в Суперлиге, со следующего сезона переформированной в КХЛ. В ходе сезона 2009/10 переведён в фарм-клуб «Чайка», игравший в МХЛ, а затем в «Саров». В следующем сезоне сыграл лишь один матч за «Торпедо» и окончательно был переведён в «Саров». Всего на высшем уровне провёл 4 сезона (из них 3 в рамках КХЛ), сыграл 68 матчей, в которых набрал 7 очков (2+5).
После ухода из системы «Торпедо» выступал в ВХЛ за клубы «Кубань» (Краснодар), «Нефтяник» (Альметьевск), «Ариада» (Волжск), «Саров», «Зауралье» (Курган), «Молот-Прикамье» (Пермь). Был капитаном ряда команд, в частности «Сарова» и «Молота-Прикамье». Провёл в ВХЛ 267 матчей, а с учётом игр второго дивизиона России — более 350. В конце карьеры в течение двух сезонов выступал в азиатской лиге за «Сахалин». Чемпион Азиатской лиги 2018/19.
Вызывался в сборные России младших возрастов. Участник европейского юношеского олимпийского фестиваля (2005), чемпионата мира среди 18-летних (2006), молодёжной суперсерии Россия-Канада (2007)
Работал в «Hockey Training Center FHNN», город Нижний Новгород. С июля 2021 года работает главным тренером команды «Торпедо 2009», Нижний Новгород.